# Liste des conjoints des princes de Monaco
Les conjointes des souverains de Monaco ont toutes porté le titre de leur époux, dame lorsque celui-ci était seigneur, princesse lorsque celui-ci était prince. Seuls deux hommes ont acquis le statut de prince par mariage, et sont devenus de fait princes de plein droit. Il n'apparaissent donc pas dans cette liste. Il s'agissait de :
- Lamberto Grimaldi (1420-1494), d'abord fiancé à sa lointaine cousine Claudine de Monaco (1451-1515) et désigné comme héritier, puis devenu seigneur souverain de Monaco sous le nom de Lambert de Monaco en l'épousant le 29 août 1465 ;
- Jacques de Goyon de Matignon (1689-1751), époux de Louise-Hippolyte de Monaco (1697-1731), puis devenu prince souverain de Monaco sous le nom de Jacques Ier de Monaco en succédant à son épouse.

Pour les princes de Monaco, lire :

## Liste des conjointes des princes de Monaco

### Dames à Monaco
| Portrait | Nom                              | Règne                              | Conjoint          | Notes |
| -------- | -------------------------------- | ---------------------------------- | ----------------- | --- |
|          | Aurelia del Carretto (1254-1307) | du 8 janvier 1297 au 10 avril 1301 | François Grimaldi | Fille de Giacomo del Carretto. Épouse, en 1295, Francesco Grimaldi ; devient dame à Monaco le 8 janvier 1297 quand celui-ci devient seigneur de Monaco sous le nom de François. Mère de Rainier Ier de Monaco et d'Antoine (Ier) de Monaco. |
|          | Salvatica del Carretto           |                                    | Rainier Ier       | Fille de Giacomo del Carretto. Mère de Charles Ier de Monaco. |
|          | Margherita Ruffo                 |                                    | Rainier Ier       | Fille d'Enrico Ruffo. |
|          | Andriola Grillo                  |                                    | Rainier Ier       | |

### Dames de Monaco
| Portrait | Nom                                                  | Règne                                   | Conjoint      | Notes |
| -------- | ---------------------------------------------------- | --------------------------------------- | ------------- | --- |
|          | Lucchina Spinola                                     | du 12 septembre 1331 au 15 août 1357    | Charles Ier   | Fille de Gerardo Spinola. Épouse Carlo Grimaldi, alors seigneur héritier ; devient dame de Monaco le 12 septembre 1331 quand celui-ci devient seigneur de Monaco sous le nom de Charles Ier. Mère de Rainier II de Monaco, de Gabriel de Monaco et de Louis de Monaco. |
|          | Maria del Carretto (????-1368)                       | du 29 juin 1352 au 15 août 1357         | Rainier II    | Fille de Giorgio del Carretto. Épouse Ranieri Grimaldi, alors seigneur héritier ; devient dame de Monaco le 29 juin 1352 quand celui-ci devient seigneur de Monaco sous le nom de Rainier II.                                                                          |
|          | Isabella Asinari (????-1417)                         | de après 1368 à 1407                    | Rainier II    | Devient dame de Monaco en épousant Rainier II après 1368. Mère de Jean Ier de Monaco, d'Ambroise de Monaco et d'Antoine (II) de Monaco |
|          | une dame Orsini                                      | du 29 juin 1352 au 15 août 1357         | Gabriel       | Épouse Gabriele Grimaldi, alors seigneur héritier ; devient dame de Monaco le 29 juin 1352 quand celui-ci devient seigneur de Monaco sous le nom de Gabriel. |
|          | Antonia Spinola/Spinetti                             | du 29 juin 1352 au 15 août 1357         | Antoine (Ier) | Épouse Antonio Grimaldi, alors seigneur héritier ; devient dame de Monaco le 29 juin 1352 quand celui-ci devient seigneur de Monaco sous le nom d'Antoine (Ier). |
|          | Bianca                                               | du 5 juin 1419 à 1427                   | Antoine (II)  | Épouse Antonio Grimaldi, alors seigneur héritier ; devient dame de Monaco le 5 juin 1419 quand celui-ci devient seigneur de Monaco sous le nom d'Antoine (II). |
|          | Pomellina Fregoso (1387-1462)                        | de 1427 au 8 mai 1454                   | Jean Ier      | Fille de Pietro Fregoso. Devient dame de Monaco en épousant Jean Ier en 1427. Mère de Catalan de Monaco. |
|          | Bianca del Carretto (1432-1458)                      | du 8 mai 1454 à juillet 1457            | Catalan       | Fille de Galeotto del Carretto et de Vannina Adorno. Épouse Catalano Grimaldi, alors seigneur héritier ; devient dame de Monaco le 8 mai 1454 quand celui-ci devient seigneur de Monaco sous le nom de Catalan. Mère de Claudine de Monaco.                            |
|          | Antoinette de Savoie (Antonia di Savoia) (????-1500) | de mars 1494 à 1500                     | Jean II       | Fille du duc Philippe II de Savoie (1438-1497) et de Libera Portoneri. Épouse, en 1486, Giovanni Grimaldi, alors seigneur héritier ; devient dame de Monaco en mars 1494 quand celui-ci devient seigneur de Monaco sous le nom de Jean II.                             |
|          | Jeanne de Pontevès-Cabanes (????-1555)               | du 25 septembre 1514 au 22 août 1523    | Lucien        | Fille de Tanneguy de Pontevès-Cabanes et de Jeanne de Villeneuve. Devient dame de Monaco en épousant Lucien le 25 septembre 1514. Mère d'Honoré Ier de Monaco. |
|          | Isabella Grimaldi (???? – 27 février 1583)           | du 8 juin 1545 au 7 octobre 1581        | Honoré Ier    | Fille de Gianbattista Grimaldi et de Maddalena Pallavicini. Devient dame de Monaco en épousant Honoré Ier le 8 juin 1545. Mère de Charles II de Monaco et d'Hercule Ier de Monaco.                                                                                     |
|          | Maria Landi di Valdetaro (???? – 19 janvier 1599)    | du 15 décembre 1595 au 29 novembre 1604 | Hercule Ier   | Fille du prince Claudio Landi de Valdetaro et de Juana Fernández de Córdoba y Milá de Aragón. Devient dame de Monaco en épousant Hercule Ier le 15 décembre 1595. Mère d'Honoré II de Monaco.                                                                          |

### Princesses de Monaco
| Portrait | Nom                                                                                         | Règne                                 | Conjoint      | Notes |
| -------- | ------------------------------------------------------------------------------------------- | ------------------------------------- | ------------- | --- |
|          | Ippolita Trivulzio (1600 – 20 juin 1638)                                                    | du 13 février 1616 au 20 juin 1638    | Honoré II     | Fille de Carlo Emanuele Teodoro Trivulzio et de Caterina Gonzaga. Devient la dernière dame puis la première princesse de Monaco en épousant Honoré II le 13 février 1616. Mère d'Ercole Grimaldi, père de Louis Ier de Monaco. |
|          | Catherine-Charlotte de Gramont (1639 – 4 juin 1678)                                         | du 10 janvier 1662 au 4 juin 1678     | Louis Ier     | Fille du duc Antoine III de Gramont (1604-1678) et de Françoise-Marguerite du Plessis de Chivré (1608-1689). Épouse, le 30 mars 1660, Louis de Monaco, alors prince héritier ; devient princesse de Monaco le 10 janvier 1662 quand celui-ci devient prince souverain de Monaco sous le nom de Louis Ier. Mère d'Antoine Ier de Monaco.                   |
|          | Marie de Lorraine (12 août 1674 – 30 octobre 1724)                                          | du 2 janvier 1701 au 30 octobre 1724  | Antoine Ier   | Fille de Louis de Lorraine (1641-1718) et de Catherine de Neufville de Villeroy (1639-1707). Épouse, le 13 juin 1688, Antoine de Monaco, alors prince héritier ; devient princesse de Monaco le 2 janvier 1701 quand celui-ci devient prince souverain de Monaco sous le nom de Antoine Ier. Mère de Louise-Hippolyte de Monaco.                          |
|          | Marie-Catherine Brignole (Maria Caterina Brignole) (7 octobre 1737 – 18 mars 1813)          | du 5 juin 1757 au 9 janvier 1771      | Honoré III    | Fille de Joseph Marie de Brignole (1703-1769) et d'Maria Anna Balbi. Devient princesse de Monaco en épousant Honoré III le 5 juin 1757 ; se sépare de lui le 9 janvier 1771 puis devient princesse de Condé en épousant Louis V Joseph de Bourbon-Condé. Mère d'Honoré IV de Monaco.                                                                      |
|          | Caroline Gibert (Marie-Louise Charlotte Gabrielle Gibert) (18 juin 1793 – 25 novembre 1879) | du 2 octobre 1841 au 20 juin 1856     | Florestan Ier | Fille de Charles-Thomas Gibert (1765–18??) et de Françoise Henriette Legras de Vaubercey (1766-1842). Épouse, le 27 novembre 1816, Florestan de Monaco, alors prince héritier ; devient princesse de Monaco le 2 octobre 1841 quand celui-ci devient prince souverain de Monaco sous le nom de Florestan Ier. Mère de Charles III de Monaco.              |
|          | Antoinette de Mérode (Antoinette Ghislaine de Mérode) (28 septembre 1828 – 10 février 1864) | du 20 juin 1856 au 10 février 1864    | Charles III   | Fille du comte Werner Jean-Baptiste de Mérode (1797-1840) et de la comtesse Victoire de Spangen-d'Uyternesse (1797-1845). Épouse, le 28 septembre 1846, Charles de Monaco, alors prince héritier ; devient princesse de Monaco le 20 juin 1856 quand celui-ci devient prince souverain de Monaco sous le nom de Charles III. Mère d'Albert Ier de Monaco. |
|          | Alice Heine (Marie Alice Heine) (10 février 1858 – 22 décembre 1925)                        | du 3 octobre 1889 au 26 juin 1922     | Albert Ier    | Fille de Michel Heine (1819-1904) et d'Amélie Marie Céleste Miltenberger (1832-1915). Devient princesse de Monaco en épousant Albert Ier le 3 octobre 1889. |
|          | Ghislaine Dommanget (Ghislaine Marie Françoise Dommanget) (13 octobre 1900 – 30 avril 1991) | du 24 juin 1946 au 9 mai 1949         | Louis II      | Fille de Robert-Joseph Dommanget (1867-1957) et de Marie-Louise Meunier (1874-1960). Devient princesse de Monaco en épousant Louis II le 24 juin 1946. |
|          | Grace Kelly (Grace Patricia Kelly) (12 novembre 1929 – 14 septembre 1982)                   | du 18 avril 1956 au 14 septembre 1982 | Rainier III   | Fille de John Brendan Kelly (1889-1960) et de Margaret Katherine Majer (1898-1990). Devient princesse de Monaco en épousant Rainier III le 18 avril 1956. Mère d'Albert II de Monaco. |
|          | Charlène Wittstock (Charlene Lynette Wittstock) (25 janvier 1978)                           | depuis le 1er juillet 2011            | Albert II     | Fille de Michael Kenneth Wittstock (1946) et de Lynette Humberstone (1959). Devient princesse de Monaco en épousant Albert II le 1er juillet 2011. |